# Charlie Carver
Charles Carver Martensen (San Francisco, Kalifornia, 1988. július 31. –) amerikai színész.
Legismertebb szerepe Porter Scavo a Született feleségek című vígjáték-drámasorozatban. Feltűnt a Teen Wolf – Farkasbőrben, A hátrahagyottak és a Ratched sorozatokban is. Egypetéjű ikertestvérével, Max Carverrel gyakran alakítanak ikerpárokat a filmvásznon.

## Fiatalkora
A kaliforniai San Franciscóban született. Karrierje előtt Charlie Martensenként volt ismert. Apja Robert Martensen író, orvos, történész volt, édesanyja Anne Carver filantróp és közösségi aktivista. 1992-ben Anne Carver férjhez ment Denis Sutróhoz, a család Calistogába a kaliforniai Napa-völgybe költözött. Ikertestvére, Max Carver szintén színész. Charlie és Max egypetéjű ikertestvérek, azonban különböző napon van a születésnapjuk, mivel Charlie július 31-én született, míg Max 7 perccel később, augusztus 1-jén.
A New Hampshire-i Concordban a St. Paul Kollégiumba járt középiskolába, de otthagyta, hogy az Interlochen művészeti akadémián tanulhasson. Diplomát a Dél-kaliforniai Egyetemen szerzett 2012-ben. Szintén tanult színészetet a The American Conservatory Theater intézményben, San Franciscóban.

## Pályafutása
Színészként elsőként nyolcadik osztályos korában játszott az iskolájának Shakespeare Szentivánéji álom színdarabjában, mint Puck. Ikertestvérével Maxszel együtt játszottak az ABC Született feleségek sorozatában, mint Porter és Preston Scavo.
Szintén Maxszel együtt szerepelt a Teen Wolf – Farkasbőrben sorozatban, mint Ethan és Aiden Steiner. A Carver-ikrek játszottak még az HBO A hátrahagyottak sorozatának első évadában.
Carver feltűnt az ABC When We Rise című minisorozatában 2017-ben. A produkció nyomon követi az LMBT jogmozgalom történetét, kezdve a Stonewall-lázadástól, mely 1969-ben történt. 2018-ban a Broadway-on debütált a Crowd's The Boys in the Band című előadáson, amiben egy cowboyt alakított, olyan meleg szereplők mellett, mint Jim Parsons, Zachary Quinto, Matthew Bomer, Andrew Rannells, Robin de Jesús, és Tuc Watkins. 2020-ban a színdarab A fiúk a bandából címmel megjelent filmváltozatában is szerepet vállalt.

## Magánélete
2016. január 11-én, hivatalos Instagram oldalán jelentette be, hogy meleg.

## Filmográfia

### Film
| Év   | Magyar cím                          | Eredeti cím                      | Szerep          | Magyar hang     |
| ---- | ----------------------------------- | -------------------------------- | --------------- | --------------- |
| 2013 |                                     | Underdogs                        | John Handon III |                 |
| 2014 | Tökös csávó 2.                      | Bad Asses                        | Eric            | Ungvári Gergely |
| 2015 |                                     | I Am Michael                     | Tyler           |                 |
| 2017 | Pofoncsata                          | Fist Fight                       | Nathaniel       | Penke Bence     |
| 2017 |                                     | A Midsummer Night's Dream        | Snug            |                 |
| 2018 |                                     | In the Cloud                     | Jude            |                 |
| 2018 |                                     | Mr. Real Estate (rövidfilm)      | Frank Stanton   |                 |
| 2019 |                                     | Ben Platt: Bad Habit (rövidfilm) | fiúbarát        |                 |
| 2019 | Ben Platt: Ease My Mind (rövidfilm) |                                  | fiúbarát        |                 |
| 2020 | A fiúk a bandából                   | The Boys in the Band             | Cowboy          |                 |
| 2022 | Batman                              | The Batman                       | Iker            | Gacsal Ádám     |

### Televízió
| Év        | Magyar cím               | Eredeti cím                | Szerep         | Megjegyzések                                      |
| --------- | ------------------------ | -------------------------- | -------------- | ------------------------------------------------- |
| 2008–2012 | Született feleségek      | Desperate Housewives       | Porter Scavo   | főszereplő 5-8. évad (62 epizód)                  |
| 2012      |                          | Fred 3: Camp Fred          | Hugh Thompson  | tévéfilm                                          |
| 2013      |                          | Restless Virgins           | Dylan          | tévéfilm                                          |
| 2013–2017 | Teen Wolf – Farkasbőrben | Teen Wolf                  | Ethan          | - visszatérő szereplő - 3. és 6. évad (22 epizód) |
| 2014      | A hátrahagyottak         | The Leftovers              | Scott Frost    | főszereplő 1. évad (5 epizód)                     |
| 2014      | Hawaii Five-0            | Hawaii Five-0              | Travis Kealoha | 1 epizód                                          |
| 2015      | A liga                   | The League                 | Trophy Kevin   | 1 epizód                                          |
| 2017      |                          | When We Rise               | Michael        | minisorozat (1 epizód)                            |
| 2020      | Ratched                  | Ratched                    | Huck Finnigan  | főszereplő                                        |
| 2022      |                          | American Horror Story: NYC | Adam Carpenter | főszereplő társíró (1 epizód)                     |

### Díjak és jelölések
| Év   | Díj                     | Kategória                               | Jelölt mű           | Eredmény |
| ---- | ----------------------- | --------------------------------------- | ------------------- | -------- |
| 2008 | Screen Actors Guild-díj | Legjobb szereplőgárda (vígjátéksorozat) | Született feleségek | Jelölve  |